# IC 2459
IC 2459 — галактика типу E (еліптична галактика) у сузір'ї Рись.
Цей об'єкт міститься в оригінальній редакції індексного каталогу.